# Joachim-Jean-Xavier d’Isoard
Joachim-Jean-Xavier d’Isoard (ur. 23 października 1766 w Aix-en-Provence, zm. 7 października 1839 w Paryżu) – francuski arcybiskup i kardynał, dziekan Roty Rzymskiej.

## Życiorys
Urodził się 23 października 1766 w Aix-en-Provence.
Studiował w seminarium w Aix. W 1803 został mianowany audytorem Roty Rzymskiej na Francję. Święcenia kapłańskie przyjął w 1805. Podczas rewolucji francuskiej schronił się w Weronie. Po upadku Robespierrea powraca do Aix-en-Provence. Po powrocie Napoleona w 1815 został mianowany przez Stolicę Apostolską chargé d’affaires na Francję. W 1823 został przez Ludwika XVIII mianowany baronem. W 1829 król Karol X nadał mu tytuł książęcy.
15 grudnia 1828 został nominowany do sakry biskupiej przez papieża Leona XII. Święceń biskupich udzielił mu kardynał Jean-Baptist-Marie-Anne-Antoine de Latil dnia 11 stycznia 1829 r. Wtedy też został arcybiskupem metropolitą Auch. Urząd ten sprawował aż do śmierci. 13 czerwca 1839 król Louis-Philippe wyznaczył go arcybiskupem Lyonu i prymasem Galów. Z powodu śmierci 7 października 1839 nie zdążono przeprowadzić ingresu, przez co d’lsoard nigdy nie objął tej stolicy biskupiej.
W okresie od 10 marca 1823 do 25 czerwca 1827 piastował funkcję dziekana Roty Rzymskiej.
Na konsystorzu odbytym 25 czerwca 1827 papież Leon XII podniósł go do rangi kardynała. Po kreacji kardynalskiej brał udział w dwóch konklawe: w 1829, które wybrało Piusa VIII oraz w 1830-1831, kiedy wybrano Grzegorza XVI. W okresie od 17 września 1827 do 15 kwietnia 1833 jego stolicą tytularną był kościół San Pietro w Vincoli, zaś od 15 kwietnia 1833 do 7 października 1839 (śmierci) kościół Świętej Trójcy w Monte Pincio.
W 1833 udzielił sakry biskupiej Toussaintemu Casanelli d’Istria.
Zmarł w wieku 73 lat, 7 października 1839 w Paryżu.